# Кеши
Кёши (турк. Köşi) — жилой микрорайон в северо-западной части Ашхабада (Туркменистан). До 2013 года являлся аулом в составе Рухабатского (Дервезинского) этрапа Ахалского велаята.

## Известные уроженцы
- Агабай Непесов — нарком лёгкой промышленности Туркменской ССР (1933—1938)
- Кулиев Ашир - туркменский композитор, дирижёр, народный артист СССР
- Чары Аширов — туркменский поэт
- Кекилов, Аман — один из известнейших туркменских учēных и поэтов XX века
- Мятаджи — поэт
- Ильмурад Назарович Бекмиев — режиссёр, актёр